# Hurtan Albaycín

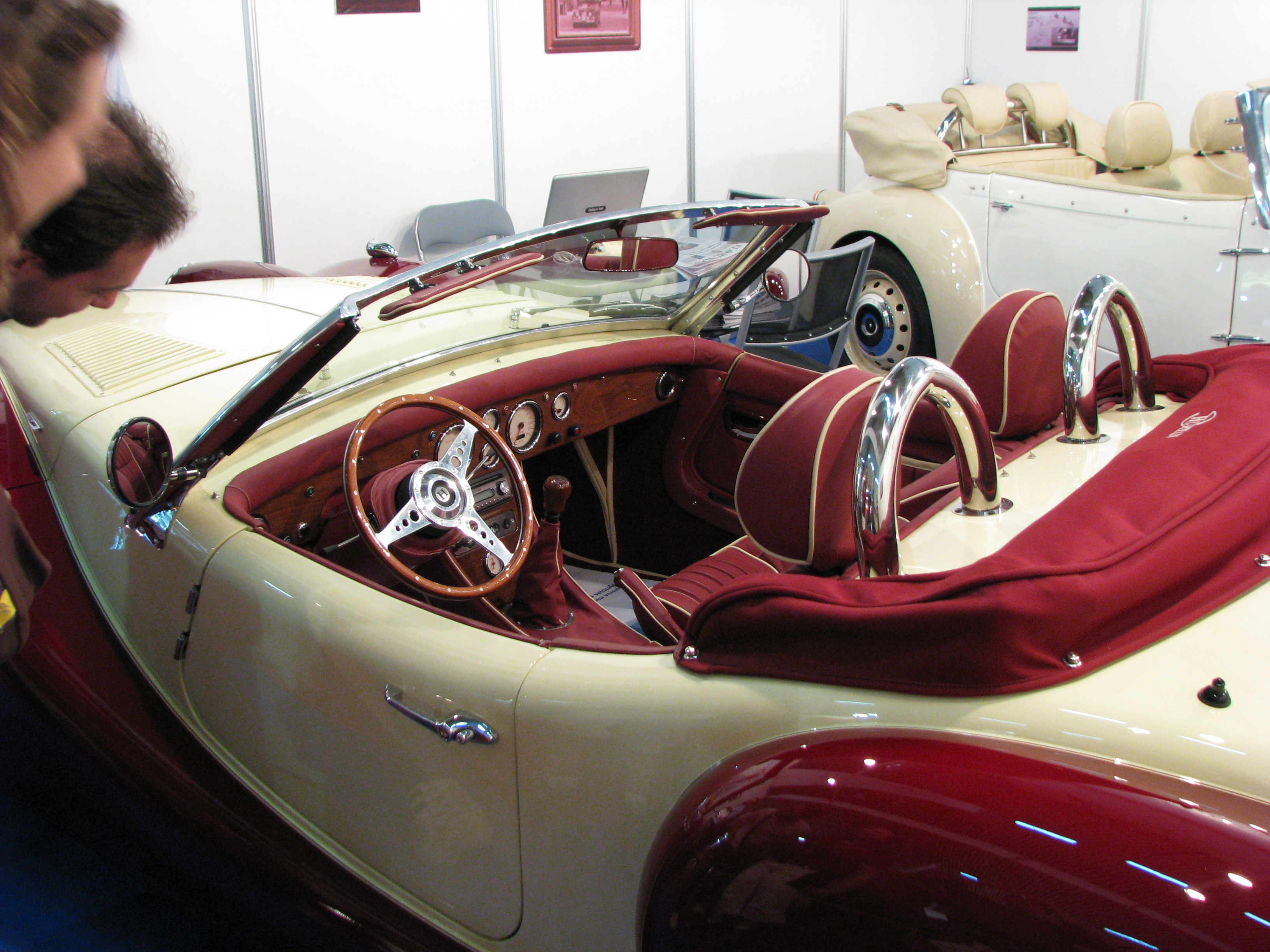
Hurtan Albaycín T2.

El Hurtan Albaycín es un automóvil deportivo producido en España artesanalmente por Hurtan. Es una imitación de los clásicos de alrededor de 1950. Sus medidas son: 4100 mm de largo, 1625 mm de ancho y 1300 mm de alto, y su peso es de 900 kilos. Su diseño se basó en el modelo al que sustituye, el Hurtan T2, siendo ahora más depurado y moderno.
Utiliza el chasis del Renault Clio de 2001 y monta motores de 4 cilindros (de entre 1,2 y 2,0 L de cilindrada, desde 60 a 172 CV). Utiliza una caja de cambios manual de 5 velocidades o automática de 4 velocidades. Alcanza los 192 km/h y gasta 7,2 L cada 100 kilómetros. Se ofrece desde 27.100 € hasta 48.600 €.